# Johann Michael Leupoldt
Johann Michael Leupoldt (* 11. November 1794 in Weißenstadt, Fichtelgebirge; † 21. August 1874 in Erlangen) war ein deutscher Psychiater und Hochschullehrer.

## Leben
Leupoldt besuchte das Gymnasium Christian-Ernestinum in Bayreuth. Er studierte ab 1814 an der Friedrich-Alexander-Universität Erlangen Medizin. Während seines Studiums wurde er Mitglied der dortigen Landsmannschaft der Bayreuther, bei der er Consenior war. Obwohl er erst gegen Karl Ludwig Sand und die Erlanger Burschenschaft Teutonia eingestellt war, beteiligte er sich ab dem Winter-Semester 1817/18 an der Gründung und dem Ausbau der Erlanger Burschenschaft, so weit, dass die Erlanger Landsmannschaften am 5. Dezember 1817 aufgelöst wurden. Er war der Nachfolger von Johann Georg August Wirth im 15er Ausschuss und war 1818 Sprecher der Burschenschaft. Leupoldt war seit 1816 Mitglied der Erlanger Freimaurerloge Libanon zu den drei Cedern. Er war Hauslehrer bei Jean Paul und wurde im Mai 1818 zum Dr. med. promoviert. Er habilitierte sich im selben Jahr. An der Psychiatrie interessiert und mit einem Stipendium der Krone Bayern ausgestattet, ging er 1820/21 an die Charité. Er lernte bei Ernst Horn und Johann Gottfried Langermann. Wieder in Erlangen, wurde er 1821 zum Extraordinarius und 1826 zum Ordinarius für Psychiatrie ernannt. Für das Amtsjahr 1830/31 wurde er zum Rektor der FAU gewählt.
Auf sein Betreiben entstand 1845 in Erlangen die erste bayerische Geistesheilanstalt. Bis ins hohe Alter hielt er Vorlesungen. Im Jahr 1843 wurde er zum Mitglied der Leopoldina gewählt.
Seine Tochter Caroline heiratete 1847 den Theologen und Hebraisten Carl Wilhelm Eduard Naegelsbach.